# Walfrido de Carvalho
O coronel Walfrido de Carvalho nasceu em Gravatá, Estado de Pernambuco, em 09 de fevereiro de 1908. Alistou-se na Força Policial de São Paulo, antiga denominação da Polícia Militar, em 12 de setembro de 1924 como soldado. 
Ocupou vários postos sendo transferido para a reserva como tenente-coronel, em 1953. Tomou parte na Campanha de Outubro de 1930, no setor de Ourinhos. Em 1932 fez parte do Estado Maior da Força Pública seguindo para Limeira e Campinas, onde terminou a revolução como chefe do Estado Maior do Setor. Personagem de elevada cultura, formou-se engenheiro pela Escola Politécnica da Universidade de São Paulo em 1941. Empresário, fundou a empresa Walfrido de Carvalho & Filhos dedicando-se à construção civil principalmente na zona norte da Capital, interior e litoral do Estado de São Paulo,  e no Nordeste do Brasil. Foi sócio do Instituto de Engenharia da Associação Comercial de São Paulo, onde foi superintendente da Distrital de Santana no ano de 1960. 
Foi conselheiro da Associação Comercial de São Paulo e eleito Empresário do Ano da Zona Norte em 1970. No governo de Abreu Sodré foi presidente da Companhia Paulista de Estradas de Ferro e no governo Laudo Natel foi diretor Administrativo da FEPASA. Empresta seu nome a uma rua de São Paulo, no bairro de Cachoeirinha; bem como à Escola Estadual de Ensino Infantil Coronel Walfrido de Carvalho.
Foi casado com Alda Lopes de Carvalho e tiveram cinco filhos: Célia de Carvalho, Darcy Lopes de Carvalho, Eduardo Lopes de Carvalho, José Ricardo Lopes de Carvalho e Paulo Celso Lopes de Carvalho.
- Ozires Silva
- Zona Nordeste de São Paulo
- Antônio Proost Rodovalho